# Batumi Open
Il Batumi Open è un torneo professionistico di tennis giocato su campi in cemento. Fa parte dell'ITF Women's Circuit. Si gioca annualmente a Batumi in Georgia.

## Albo d'oro

### Singolare
| Anno | Campionessa       | Finalista        | Punteggio     |
| ---- | ----------------- | ---------------- | ------------- |
| 2011 | Lesja Curenko     | Réka-Luca Jani   | 7–6(7–3), 6–3 |
| 2012 | Ani Amiraghyan    | Anna Shkudun     | 6–1, 6–3      |
| 2013 | Aleksandra Panova | Kateryna Kozlova | 6–4, 0–6, 7–5 |

### Doppio
| Anno | Campionesse                           | Finaliste                          | Punteggio     |
| ---- | ------------------------------------- | ---------------------------------- | ------------- |
| 2011 | Iryna Burjačok Réka-Luca Jani         | Elena Bogdan Andrea Koch-Benvenuto | 7–6(7–3), 6–2 |
| 2012 | Julija Kalabina Evgenija Paškova      | Alona Fomina Anna Škudun           | 7–6(5), 6–1   |
| 2013 | Valentina Ivachnenko Kateryna Kozlova | Alona Fomina Christina Shakovets   | 6–0, 6–4      |